# Нзефу-Лои
Нзефу-Лои (енгл. Nzefu-Loi) криптид који наводно живи у мочварама уз ток ријеке Луалаба на подручју између градова Букама и Каниамба у Демократској Републици Конго.

## Етимологија назива
Име овог криптида долази из Банту језика и значи "водени слон".

## Опис нзефу-лоија

### У креационизму
Према ријечима креациониста нзефу-лои је један од доказа постојања живи диносауруса. Они га описују као биће налик на диносауруса из групе Сауропода. Ово биће је величине воденкоња, има дуже очњаке сличне кљовама слона, и гриву која се протеже низ врат и леђа до половине репа.